# Armjansk

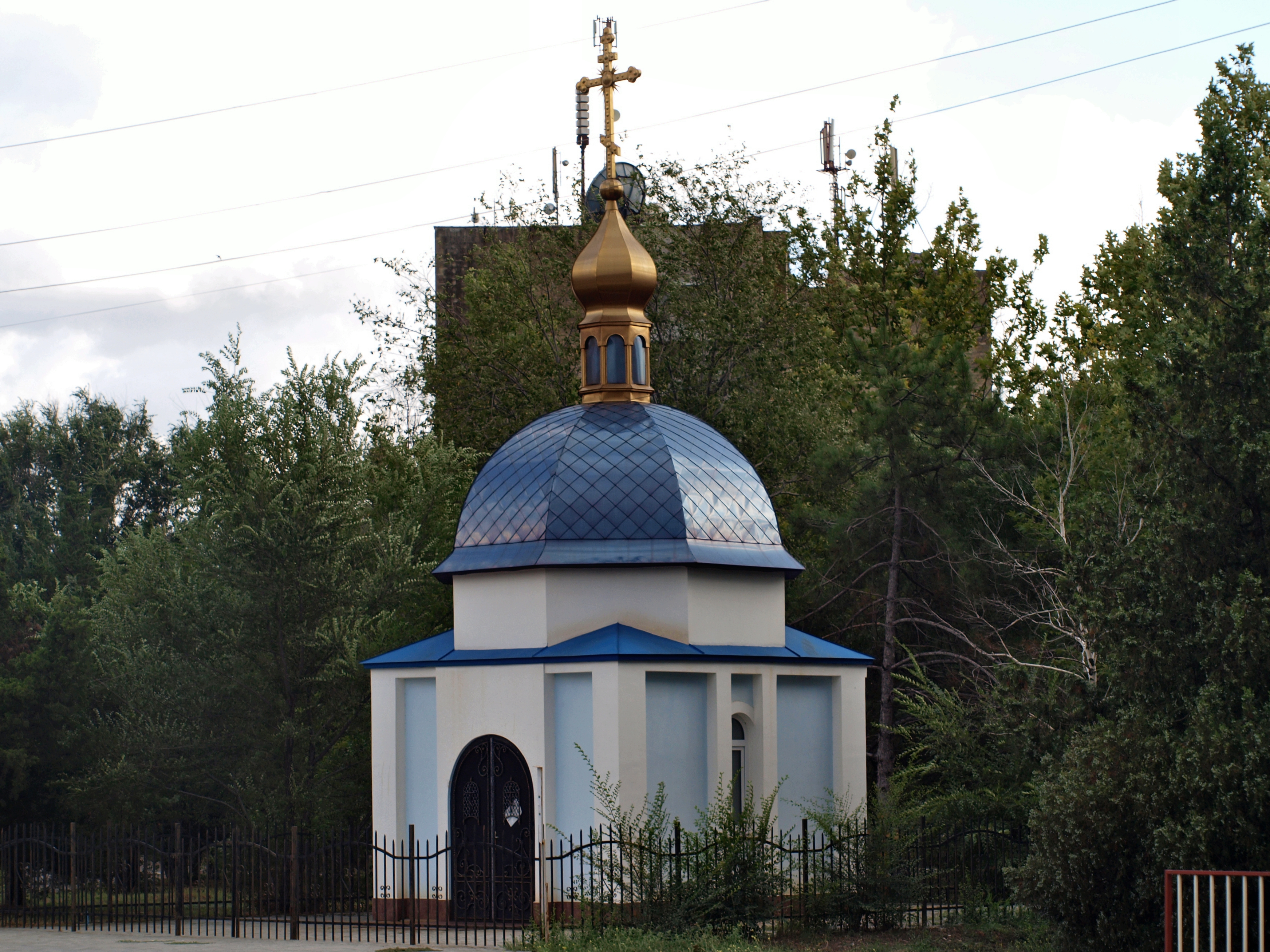
Kirche in Armjansk, 2019

Armjansk (ukrainisch Армянськ; russisch Армянск, krimtatarisch Ermeni Bazar) ist eine Stadt in der Ukraine im Norden der Autonomen Republik Krim.

## Geographie
Armjansk liegt im äußersten Norden der Halbinsel Krim in der Landenge von Perekop,  133 km nördlich von Simferopol. Nördlich der Stadt verläuft der Nord-Krim-Kanal. Zur Stadtgemeinde zählen auch die Dörfer Woloschyne (Волошине), Perekop (Перекоп) sowie Suworowe (Суворове).

## Bevölkerung
Armjansk hat eine Einwohnerzahl von 22.592.
Nach der Volkszählung von 2001 ist die Bevölkerung folgendermaßen gegliedert:
| Gruppen         | Anzahl | in Prozent |
| --------------- | ------ | ---------- |
| Russen          | 14.969 | 55,7       |
| Ukrainer        | 09.722 | 36,2       |
| Krimtataren     | 0949   | 03,5       |
| Weißrussen      | 0299   | 01,1       |
| Armenier        | 094    | 00,3       |
| Tataren         | 087    | 00,3       |
| Moldauer        | 085    | 00,3       |
| Aserbaidschaner | 082    | 00,3       |

| Jahr      | 1926  | 1939  | 1970  | 1989   | 2001   | 2007   | 2011   |
| --------- | ----- | ----- | ----- | ------ | ------ | ------ | ------ |
| Einwohner | 2.670 | 3.975 | 8.532 | 24.833 | 24.508 | 22.922 | 22.592 |

## Geschichte
Armjansk wurde zu Beginn des 18. Jahrhunderts durch griechische und armenische Händler, die aus Or Qapı (heute Perekop) stammten, gegründet und kam 1783 zum Russischen Kaiserreich. Der Ort trug bis 1921 auch den krimtatarischen Namen Ermeni Bazar (russisch Армянский Базар Armjanskyj Basar), was ‚Armenischer Markt’ bedeutet. Im Russischen Reich gehörte Armjansk zum Gouvernement Taurien, das bis Oktober 1921 bestand. Nach der Oktoberrevolution war Armjansk Teil der ASSR der Krim innerhalb der Russischen SFSR.
Durch Beschluss des Obersten Sowjets der UdSSR aus Anlass des 300. Jahrestags des Vertrags von Perejaslaw wurde Armjansk zusammen mit der Oblast Krim am 26. April 1954 an die Ukrainische Sozialistische Sowjetrepublik angeschlossen. Von 1991 bis 2014 war Armjansk Teil der unabhängigen Ukraine. 1968 bekam Armjansk den Status einer Siedlung städtischen Typs, seit 1993 hat sie das Stadtrecht und steht unter Oblastverwaltung.
Seit der Besetzung und Annexion der Krim im Februar und März 2014 ist die Halbinsel de facto unter Kontrolle der Russischen Föderation, völkerrechtlich gehört die Krim weiterhin zur Ukraine.
Am 24. Februar 2022 begannen russische Streitkräfte auf Befehl von Staatspräsident Putin den Überfall auf die Ukraine. Im Herbst 2022 eroberten ukrainische Soldaten in einer Gegenoffensive erhebliche Teile des zuvor verlorenen Terrains zurück. Die russischen Streitkräfte bauten daraufhin während des Winters ausgedehnte Verteidigungslinien. 
3,5 km nördlich von Armjansk bauten sie eine 9 km lange ausgeklügelte Verteidigungslinie.

## Wirtschaft
Größter Arbeitgeber der Stadt ist der Staatsbetrieb Кримський Титан ‚Krimski Titan‘, welcher Titan(IV)-oxid (TiO2), Schwefelsäure und Düngemittel produziert. Dazu gibt es auch noch ein Stahlbetonwerk.

## Chemieunfall
Im August 2018 kam es zu einem Chemieunfall mit massivem Austritt von Schwefelsäure aus der Titanfabrik „Krimski Titan“. Einwohner berichteten bereits im August über eine ungewöhnliche Luftverschmutzung und eine ölige Substanz, die sich auf Zäunen, Dächern und Autos ablagerte. Bäume verloren ihre Blätter und Pflanzen gingen ein. Den Berichten und Anzeichen zum Trotz dementierte die von Russland eingesetzte Regierung bis Anfang September, dass es Probleme gebe. In nahegelegenen Krankenhäusern wurde eine große Zahl von Patienten mit Atemproblemen und chemischen Verbrennungen behandelt. Die russischen Behörden bestanden weiter darauf, dass der Kontakt mit den entwichenen chemischen Stoffen kein Gesundheitsrisiko darstelle. Im September unternahm Russland schließlich „vorbeugende Maßnahmen“ und evakuierte über 4.000 Kinder aus Armjansk. Nach russischen Medienberichten wurden über 20.000 Menschen dem Schwefeldioxid ausgesetzt. Russische Behörden vermuten, dass die Fabrik nicht genug Wasser hatte, um den Schwefelsäurespeicher mit einer schützenden Wasserschicht zu bedecken und die Chemikalien zu binden. Moskau sieht die Wasserknappheit auf der Krim als Ursache. Vor der Annexion erhielt die Krim bis zu 85 Prozent der benötigten Wasserlieferungen über den Nord-Krim-Kanal im Süden der Ukraine. Seit der russischen Besetzung 2014 übernimmt die Ukraine die Wasserversorgung der Krim nicht mehr. Gemäß dem vierten Genfer Abkommen (Artikel 55 und 56) ist es Aufgabe der Besatzungsmacht, die besetzten Gebiete mit lebensnotwendigen Gütern wie Wasser zu versorgen.
Im Oktober 2018 beschwerten sich die Einwohner von Armjansk und Menschen aus benachbarten Orten wieder über den Austritt von Chemikalien aus der Titanfabrik und berichteten über Symptome wie Hautverfärbungen, angeschwollene Augen, starke Hustenanfälle und Säuregeschmack im Mund. Die Stadtverwaltung sagte, dass die ökologische Situation stabil sei. Einwohner, die mit Journalisten sprachen und ein Treffen mit der Regierung forderten, wurden im staatlichen Fernsehen und von der Stadtverwaltung der Eigenwerbung und Destabilisierung beschuldigt und als ukrainische Handlanger beschrieben. Die Polizei ermahnte die Einwohner, dass Versammlungen nicht ohne vorherige Genehmigung stattfinden dürften.